# Унтер-ден-Линден
У́нтер-ден-Ли́нден (нем. Unter den Linden — «Под липами», или «Среди лип») — один из главных и наиболее известный из бульваров Берлина, получивший своё название благодаря украшающим его липам.
Длина улицы составляет 1 390 метров, максимальная ширина — 60 метров. Улица идёт от Бранденбургских ворот и Парижской площади на восток до реки Шпре, где Унтер-ден-Линден сменяет дальше улица Фридриха Вильгельма, переименованная после Второй мировой войны в ГДР в Карл-Либкнехт-штрассе.

## История
Липы появились на месте современного бульвара в 1647 году по приказу Фридриха Вильгельма. По этой дороге «Великий курфюрст» ездил верхом из королевского дворца в свои охотничьи угодья в Тиргартене. 1000 лип и 1000 ореховых деревьев образовывали аллею в шесть рядов. 
В 1770 году Фридрих II решил застроить аллею парадными зданиями. Для этого было снесено 44 дома, не отвечавших представлениям короля. На их месте было построено 33 особняка для высшей знати и просторные дома для зажиточных горожан. Пыльная дорога превратилась в элегантную улицу, ставшую визитной карточкой прусской столицы.
Западная часть улицы, идущая от Бранденбургских ворот на запад и проходящая через парк Большой Тиргартен, называется сейчас улица 17 Июня в память о событиях 17 июня 1953 года в ГДР.

## Достопримечательности
Богатая история Германии отражается в зданиях, которые включают в себя (с запада на восток):
- Бранденбургские ворота и Парижская площадь
- Посольство США, напротив — представительство ООН и посольство Франции
- гостиница «Адлон»
- Музей Мадам Тюссо
- Посольство Российской Федерации
- Дворец кронпринцев, ныне музей
- Дворец принцесс, ныне гастрономический комплекс Opernpalais
- Берлинская государственная опера
- Конная статуя Фридриха Великого
- Старый дворец
- Университет имени Гумбольдта (бывший Дворец принца Генриха)
- Нойе Вахе (Новая караульня)
- Цейхгауз, ныне Исторический музей
- парк Люстгартен, за ним — колоннада Старого (Королевского) музея
- Берлинский кафедральный собор,

далее за Дворцовым мостом через реку Шпре переходит в Карл-Либкнехт-штрассе.

## В культуре
- «В самом деле, не знаю более величественного вида, чем тот, который открывается с моста в сторону „лип“; одно роскошное здание теснит здесь другое», — писал Генрих Гейне, который в 1821—1823 годах изучал в Берлине юриспруденцию.
- Песня Леонида Утесова «На Унтер-ден-Линден» посвящена жизни берлинцев во время Великой Отечественной войны — от начала похода на восток до разрушительных бомбардировок.
- Под впечатлением от Унтер-ден-Линден татарский и башкирский поэт Назар Наджми, побывавший в Берлине во время Великой Отечественной войны, написал стихотворение «Уфимские липы» (тат. Уфа юкәләре), легшее в основу песни, исполненной Алсу.
- Одна из картин Константина Васильева называется «Небо над Унтер-ден-Линден».